# Adam Kennedy (écrivain)
Pour les articles homonymes, voir Kennedy.
Adam Kennedy, né le 10 mars 1922 à Otterbein dans l’Indiana, aux États-Unis, et mort le 16 octobre 1997 à Kent dans le Connecticut, est un écrivain, un acteur, un scénariste et un peintre américain, auteur de roman policier et de roman d'espionnage. Il signe certains de ses romans du pseudonyme John Redgate.

## Biographie
Il est acteur dans de nombreuses séries télévisées et films américains où il tient pour l'essentiel des rôles secondaires.
En 1967, il publie son premier roman L’Addition (The Killing Season) signé John Redgate. Ce roman est sélectionné par la Mystery Writers of America pour le prix Edgar-Allan-Poe du meilleur premier roman. Selon Claude Mesplède et Jean-Jacques Schleret, il est « bien dans le ton de ce monde, froid, cruel, impitoyable que l'auteur se plait à dénoncer ». Un barbu s'envole (The Last Decathlon), publié en 1979, raconte l'histoire d'un jeune décathlonien américain qui disparaît pendant les Jeux olympiques d'été de 1980 à Moscou. Le roman est écrit avant la décision des États-Unis de boycotter les jeux.
En 1975, sous son nom, il publie La Théorie des dominos (The Domino Principle) dans lequel Roy Tucker, condamné à vingt ans de prison, se voit proposer par une organisation la liberté en échange de l'assassinat d’une personnalité. Après s'être évadé, il remplit sa mission et abat le président des États-Unis. La chasse à l'homme qui s'ensuit se prolonge dans Chèque au flingueur (The Domino Vendetta). Pour Claude Mesplède, « ces deux excellents livres de politique-fiction mettent en lumière les agissements suspects des services spéciaux américains ». Adam Kennedy adapte le premier ces deux romans dans un film américano-britannique réalisé par Stanley Kramer sous le titre éponyme en 1977.
Il meurt d’une crise cardiaque en octobre 1997.

## Œuvre

### Romans signés Adam Kennedy

#### TrilogieBradshaw
- No Place to Cry (1986)
- The Fires of Summer (1987)
- All Dreams Denied (1988)

#### TrilogieKincaid
- Passion Never Knows (1990)
- Dancing in the Shadows (1991)
- Love, Come No More (1992)

#### SérieDomino
- The Domino Principle (1970) Publié en français sous le titre Le Contrat, traduit par Michael Eichelberger, Paris, Librairie des Champs-Élysées, Masque hors série, 1977  (ISBN 2-7024-0554-1)
- The Domino Vendetta (1983) Publié en français sous le titre Chèque au flingueur, traduit par Georges Alfred Louédec, Paris, Gallimard, Série noire no 1911, 1983  (ISBN 2-07-048911-6)

#### Autres romans
- The Scaffold (1971)
- Maggie D (1973)
- Somebody Else's Wife (1974)
- Love Song (1976)
- Just Like Humphrey Bogart (1978)
- Debt of Honor (1981)
- In a Far Country (1982)
- Somebody's Fool (1992)

### Romans signés John Redgate
- The Killing Season (1967) Publié en français sous le titre L'Addition, Paris, traduit par Janine Hérisson, Gallimard, Série noire no 1174, 1968
- Barlow’s Kingdom (1969)
- The Last Decathlon (1979) Publié en français sous le titre Un barbu s'envole, traduit par Amédée Bonneau, Paris, Gallimard, Série noire no 1766, 1980  (ISBN 2-07-048766-0)

## Filmographie

### En tant qu’acteur

#### Au cinéma
- 1955 : Condamné au silence (The Court-Martial of Billy Mitchell), film américain réalisé par Otto Preminger (non crédité)
- 1956 : Tension à Rock City (Tension at Table Rock), film américain réalisé par Charles Marquis Warren (non crédité)
- 1957 : Cote 465 (Men in War), film américain réalisé par Anthony Mann
- 1957 : Bailout at 43,000, film américain réalisé par Francis D. Lyon
- 1957 : Femmes coupables (Until They Sail), film américain réalisé par Robert Wise
- 1957 : Violence dans la vallée (The Tall Stranger), film américain réalisé par Thomas Carr

#### À la télévision
- 1955 - 1957 : 5 épisodes de la série télévisée américaine Crossroads (en)
- 1955 - 1958 : 4 épisodes de la série télévisée américaine Schlitz Playhouse of Stars
- 1955 - 1960 : 2 épisodes de la série télévisée américaine Gunsmoke
- 1956 : 2 épisodes de la série télévisée américaine Chevron Hall of Stars (en)
- 1956 : The Forest Ranger, téléfilm américain réalisé par Paul Landres
- 1957 : 1 épisode de la série télévisée américaine Men of Annapolis
- 1957 : 1 épisode de la série télévisée américaine Studio 57
- 1957 : 1 épisode de la série télévisée américaine The Silent Service
- 1957 : 1 épisode de la série télévisée américaine Zane Grey Theater (en)
- 1957 - 1958 : 37 épisodes de la série télévisée The Californians (en)
- 1959 : 1 épisode de la série télévisée américaine Playhouse 90
- 1960 : 1 épisode de la série télévisée américaine Lock-Up (en)
- 1960 : 1 épisode de la série télévisée américaine Frontier Circus (en)
- 1963 : 1 épisode de la série télévisée américaine The Doctors (en)
- 1980 : Au nom de l’amour (en) (Act of Love), téléfilm américain réalisé par Jud Taylor (non crédité)

### En tant que scénariste

#### Adaptation
- 1977 : La Théorie des dominos (The Domino Principle), film américano-britannique réalisé par Stanley Kramer, adaptation du roman éponyme

#### Autres scénarios
- 1974 : The Dove, film américain réalisé par Charles Jarrott
- 1980 : La Guerre des abîmes (Raise the « Titanic »!), film américain réalisé par Jerry Jameson

## Sources
- Claude Mesplède (dir.), Dictionnaire des littératures policières, vol. 2 : J - Z, Nantes, Joseph K, coll. « Temps noir », 2007, 1086 p. (ISBN 978-2-910-68645-1, OCLC 315873361).
- Claude Mesplède, Les Années "Série noire" : bibliographie critique d'une collection policière, vol. 3 : 1966-1972, Amiens, Editions Encrage, coll. « Travaux / 22 », 1994 (ISBN 978-2-906-38953-3), p. 104-105.
- Claude Mesplède, Les Années "Série noire" bibliographie critique d'une collection policière, t. 4 : 1972-1982, Amiens, Encrage, coll. « Travaux » (no 25), 1995 (ISBN 978-2-906-38963-2), p. 234-235.
- Claude Mesplède, Les Années Série noire vol.5 (1982-1995), Encrage « Travaux » no 36, 2000
- Claude Mesplède et Jean-Jacques Schleret, SN, voyage au bout de la Noire : inventaire de 732 auteurs et de leurs œuvres publiés en séries Noire et Blème : suivi d'une filmographie complète, Paris, Futuropolis, 1982 (OCLC 11972030), p. 309